# Chloroclystis effusa
Chloroclystis effusa är en fjärilsart som beskrevs av Edward Alfred Cockayne 1953. Chloroclystis effusa ingår i släktet Chloroclystis och familjen mätare. Inga underarter finns listade i Catalogue of Life.